# Poenomia turpis
Poenomia turpis là một loài bướm đêm trong họ Noctuidae.